# Muscă columbacă
Musca columbacă (denumire științifică: Simulium colombaschense) este o dipteră descrisă pentru prima dată de Giovanni Antonio Scopoli în 1780. Simulium colombaschense face parte din genul Simulium și din familia Simuliidae. Nu există subspecii enumerate în Catalogue of Life.
Este o insectă de circa 5 mm lungime, care inoculează la vite și la oameni o substanță foarte toxică.